# Ramon Cerdà Massó
Ramon Cerdà i Massó és un lingüista català que va néixer a Constantí (Tarragonès) l'any 1941. Estudià filologia romànica a Barcelona i fonètica experimental a Madrid. És catedràtic emèrit de la Universitat de Barcelona. També ha estat director del gilcUB (Grup d'Investigació en Lingüística Computacional), representant d'Espanya al projecte Eurotra de traducció automàtica (1986-92), president de la Sociedad Española de Lingüística (1994-98) i membre de la Junta de la SEAF (Sociedad Española de Acústica Forense). És autor de Lingüística d'avui (1968), El timbre vocálico en catalán (1972) i diversos assaigs.

## Biografia
Ramon Cerdà va néixer a Constantí, un poble situat a la dreta del riu Francolí, a 8 km de Tarragona. Després d'una primera etapa formativa a l'escola del poble, va anar a estudiar batxillerat a l'institut de Tarragona, entre 1951 i 1959, cosa poc habitual a l'època. És on va decantar-se cap als estudis de Filosofia i Lletres, encara que se sentia molt atret per les matemàtiques. Segons explica ell mateix, la decisió va venir donada per l'actuació d'un catedràtic de matemàtiques i d'una catedràtica de Llengua i Literatura. I així és com va fer el salt a Barcelona, on hi havia l'única universitat aleshores a Catalunya, per estudiar Filosofia i Lletres (1959-1964). Allí va descobrir la seva preferència per l'estudi de la llengua, més que de la literatura, que el va portar a fer una tesina i una tesi doctoral sobre fonètica. I, més endavant, a endinsar-se en el camp de la lingüística teòrica, on ha destacat de manera notable.
L'any 1969 es casa amb Monica-Liliana Găbăroi Matcău, una estudiant romanesa d'espanyol que va conèixer en un congrés a Bucarest l'any 1967. D'aquest matrimoni van néixer dues filles: Dacia (1970) i Silvana (1974). Més endavant, l'any 1995 es va casar amb María Teresa Julio Giménez. Laia (1996) i Ramon (2000) són els fills d'aquest segon matrimoni.

## Trajectòria professional
La seva tesi doctoral (Contribución al estudio del timbre vocálico en catalán), dirigida pel Dr. Antoni M. Badia i Margarit rebé el Premi Nicolau d'Olwer de l'Institut d'Estudis Catalans l'any 1968. Anteriorment (1966), la seva tesina (Las fricativas prepalatales catalanas) ja havia rebut el Premi Manuel de Montoliu de la Diputació de Tarragona. L'any 1964, de fet, havia començat a fer classes com a professor no numerari, primer de la Facultat de Filosofia i Lletres, i més endavant de Filologia. També va ser professor visitant (1975-1976) i catedràtic (1978-1979) a la Universitat d'Illinois. I ja a la Universitat de Barcelona de nou, va ser catedràtic de Llengua espanyola entre 1981 i 1986, i de Lingüística General entre 1986 fins que es va jubilar l'any 2011.
Al llarg de la seva carrera acadèmica, ha participat en nombrosíssims congressos, simposis, seminaris i tota mena de cursos en moltes universitats d'Europa i Amèrica, a més de la de Seül. I també ha format part de diferents entitats acadèmiques, com ara la Sociedad Española de Lingüística, de la qual va ser president entre els anys 1994 i 1999. Anteriorment, entre 1986 i 1992, va representar Espanya al projecte de traducció automàtica europeu Eurotra.
Tot i que la seva activitat no s'ha decantat gaire cap a la divulgació, una de les seves publicacions, Lingüística d'avui (1968), va representar una aportació molt important a la difusió de la lingüística en general i de l'estructuralisme en particular, en un moment en què encara no eren conceptes gaire coneguts. També són destacables les seves traduccions a l'espanyol d'obres de lingüistes importants, com per exemple John Lyons, que van facilitar molt l'accés a la teoria general sobre el llenguatge i la lingüística. En aquesta línia més divulgativa, l'any 1976 també va participar en un projecte d'extensió del coneixement de la llengua catalana a la televisió, concretament al Circuit Català de TVE a Catalunya. Eren els programes dirigits per Rosa Victòria Gras Català amb nosaltres i Lliçons de català.

## Publicacions
- Cerdà Massó, Ramon. Diccionari de lingüística, Barcelona, Enciclopèdia Catalana, 1966.
- Cerdà Massó, Ramon. Lingüística d'avui, Barcelona, Teide, 1968.
- Cerdà Massó, Ramon. Lingüística hoy, Barcelona, Teide, 1969.
- Cerdà Massó, Ramon. El timbre vocálico en catalàn, Madrid, Collectanea Phonetica, CSIC, 1972.
- Cerdà Massó, Ramon; Carmen Muñoz; José Luis Calero y Joana Lloret. Diccionario de lingüística, Madrid, Anaya, 1986.